# Columba vitiensis
La paloma gorgiblanca, paloma gorjiblanca o paloma de garganta blanca (Columba vitiensis)
 es una especie de ave columbiforme de la familia Columbidae.

## Descripción

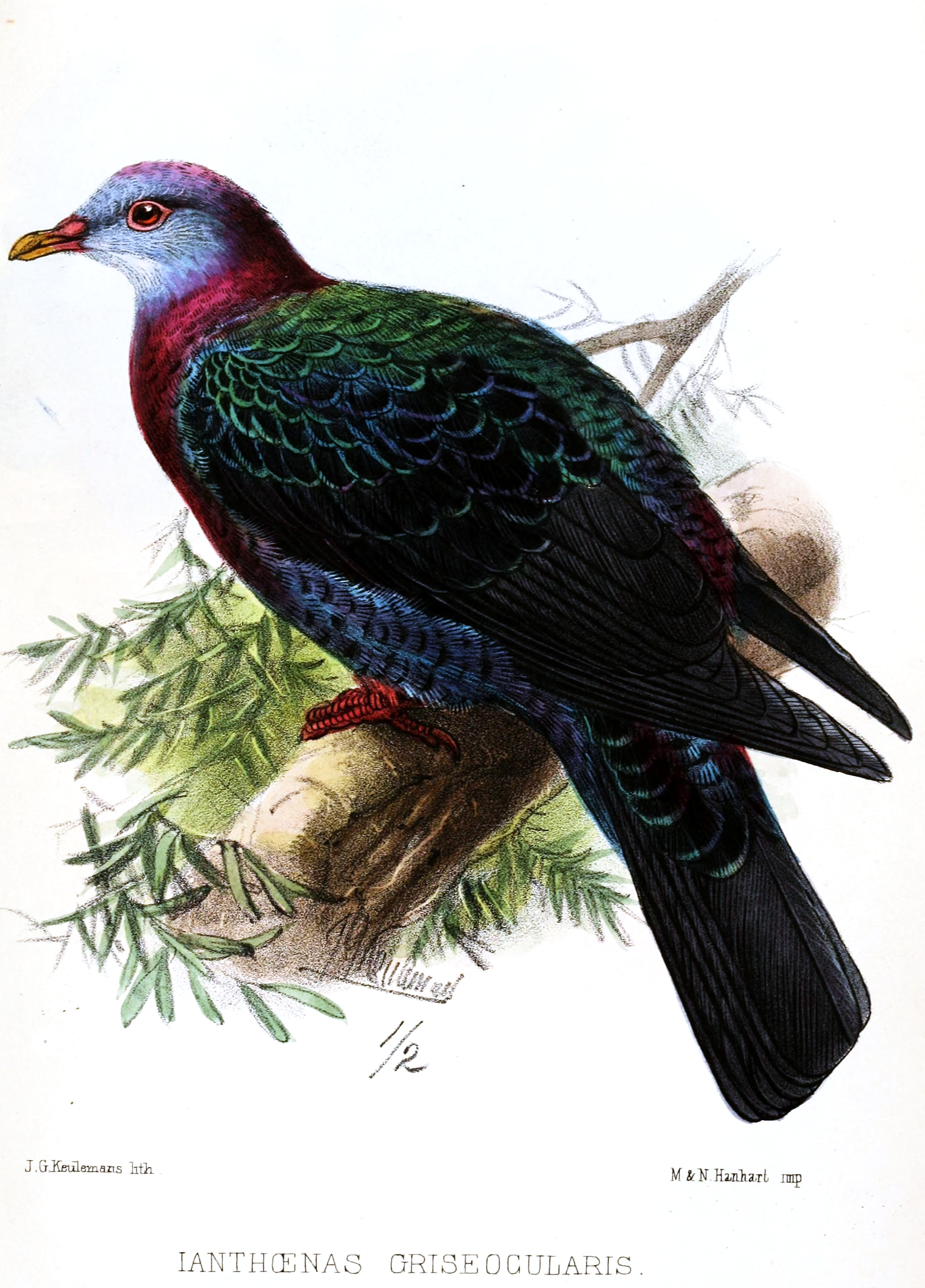
C. vitiensis griseogularis

Los adultos tiene una corona iridiscente púrpura y verde, alas y coberteras superiores de la cola negras, el iris es de color rojo amarillento, el pico amarillo, piel orbital roja y las patas color púrpura. Su dieta consiste principalmente de diversas frutas, granos, semillas y bayas.

## Distribución
Se distribuye en los bosques tropicales del este de Indonesia, las Filipinas, Nueva Guinea, las Islas Salomón, Fiyi, Nueva Caledonia, Samoa y las islas de los alrededores del Pacífico suroeste. Una subespecie, la paloma de Lord Howe, existía en la isla de Lord Howe en Australia pero fue exterminada por la caza c. 1853.

## Subespecies
Se reconocen ocho subespecies:
- C. v. anthracina (Hachisuka, 1939)– Palawan, Calauit y las islas del norte de Borneo.
- C. v. castaneiceps Peale, 1848– Samoa.
- C. v. griseogularis (Walden & E. L. Layard, 1872)– las Filipinas, archipiélago de Joló y las islas del norte de Borneo.
- C. v. halmaheira (Bonaparte, 1855)–	Banggai, islas Sula, Kai, las Molucas a Nueva Guinea y las Salomón.
- C. v. hypoenochroa (Gould, 1856)– Nueva Caledonia, isla de Los Pinos y las islas de la Lealtad.
- C. v. leopoldi (Tristram, 1879)– Vanuatu.
- C. v. metallica Temminck, 1835– islas menores de la Sonda.
- C. v. vitiensis Quoy & Gaimard, 1830– islas Fiyi.
- † C. v. godmanae isla de lord howe